# Maria de Lourdes Silva
Maria de Lourdes Ribeiro Silva est une ancienne joueuse brésilienne de volley-ball née le 4 mai 1989 à Uberlândia. Elle mesure 1,97 m et jouait au poste de centrale.

## Clubs
| Club                   | De        | À         |
| ---------------------- | --------- | --------- |
| Clube Uberlandia       | 2001-2002 | 2004-2005 |
| Macaé Sports           | 2005-2006 | 2005-2006 |
| Grêmio de Vôlei Osasco | 2006-2007 | 2008-2009 |
| Volei Futuro           | 2009-2010 | 2011-2012 |

## Palmarès

### Équipe nationale
- Championnat d'Amérique du Sud  des moins de 18 ans
  - Vainqueur : 2004.
- Championnat du monde des moins de 18 ans
  - Vainqueur : 2005.
- Championnat d'Amérique du Sud  des moins de 20 ans
  - Vainqueur : 2006.
- Championnat du monde des moins de 20 ans
  - Vainqueur : 2007.
- Coupe panaméricaine
  - Finaliste : 2007.

### Clubs
- Coupe du Brésil
  - Finaliste  : 2007.
- Championnat du Brésil
  - Finaliste  : 2007, 2008.

### Distinctions individuelles
- Championnat d'Amérique du Sud féminin de volley-ball des moins de 20 ans 2006: Meilleure contreuse.